# Мінь (держава)
Мінь (спрощ.: 閩) — держава, що виникла після повалення династії Тан. Ця династія керувалася родом Ван. Правління цієї династії тривало 36 років. Його представники в різні часи носили титули ванів або імператорів. Була повалена державою Південна Тан у 945 році.

## Історія
У 909 році впливовий чиновник та військовик Ван Шеньчжі у 909 році (після повалення династії Тан у 907 році) прийняв титул вана Мінь й заснував незалежну державу із столицею у Чанле (сучасне м.Фучжоу). Держава Мінь охоплювала територію сучасної провінції Фуцзянь. Його третій наступник у 933 році Ван Яньцзюнь прийняв вже титул імператора. Втім держава не відрізнялася внутрішньою стабільністю, що посилювалося конфліктами із сусідами — Південною Тан та Уюе.
Водночас природні умови не дозволяли володарям Мінь розвивати сільське господарство. В цих умовах Мінь приділяла увагу морській торгівлі. Проте залишалася однією з бідних держав цього періоду. У 943 році внаслідок повстання Ван Яньчжена (одного з представників правлячого дому) було утворена незалежна держава Інь. Щоб придушити цей заколот імператор Ван Яньсі звернувся по допомогу до Південної Тан, яка не тільки знищила Інь, але й приєднала її землі до себе. Тоді володар Мінь визнав себе даником Уюе. Але це не завадило Південній Тан у 945 році захопити всю територію Мінь.